# Lisette (Sparrschöld)
Lisette eller Den förklädde älskaren är en svensk komedi med sång i tre akter med libretto av Nils Birger Sparrschöld och musik av Johan David Zander. Den framfördes framfördes första gången 25 januari 1789 på Munkbroteatern, Stockholm. Komedin framfördes 19 gånger gånger mellan 1789 och 1790.